# Самсон-борец
«Самсо́н-боре́ц» (англ. Samson Agonistes) — драматическая поэма английского поэта XVII века Джона Мильтона. Написана белым стихом.

## Сюжет
Направь мои незрячие шаги
Ещё чуть дальше, вон к тому пригорку.
Там можно выбрать меж жарой и тенью;
Там посижу я, раз мне выпал случай
Расправить перетруженную спину,
Которую я гну весь день в темнице,
Где, пленник, пленным воздухом дышу —
Сырым, промозглым, затхлым, нездоровым;
Вот здесь, куда дыханье ветерка
Приносит утром свежесть и прохладу,
Ты и оставь меня. Сегодня, в праздник
Дагона, их лжебожества морского,
Не трудится никто из филистимлян,
...
Действующие лица
- Самсон
- Маной, отец Самсона
- Далила, жена Самсона
- Гарафа из Гефа
- Служитель храма Дагонова
- Вестник
- Хор — евреи из колена Данова

Место действия — перед тюрьмой в Газе.
Самсон ослеплён и взят в плен филистимлянами. В праздничный день, когда все работы прекращены, Самсон выходит на воздух, чтобы отдохнуть. Его встречают друзья (хор) и родной отец Маной и пытаются утешить. Маной сообщает сыну, что намеревается его выкупить и что сегодня у филистимлян праздник — день благодарения Дагону, избавившему их от руки Самсона. Маной уходит уговаривать филистимских правителей о выкупе сына. В это время Самсона навещают разные люди, в том числе служитель храма Дагона. Он требует, чтобы Самсон на празднике показал свою силу перед знатью и народом. Сперва Самсон отказывается, но затем после многочисленных угроз и уговоров соглашается. Хор остаётся на месте; возвращается Маной, который надеется на скорое освобождение сына. Внезапно вбегает вестник и сообщает, что филистимляне уготовили Маною и Самсону гибель. На этом поэма заканчивается.

## Создание и публикация
Точное время начала работы над поэмой «Самсон-борец» неизвестно. Первые упоминания и идеи поэмы встречаются в записных книжках Мильтона уже в 1640-х годах. Многие исследователи творчества Мильтона склоняются к тому, что работать над поэмой он начал примерно в то же самое время когда начал работу над поэмой «Возвращённый рай». Однако единого мнения по этому вопросу до сих пор нет.
Впервые поэма была опубликована в 1671 году в качестве дополнения к поэме «Возвращённый рай». В этом первом издании поэт озаглавил произведение как драматическую поэму, а не драму, поскольку не хотел, чтобы она ставилась на сцене.

## Художественные особенности и значение
В драматической поэме «Самсон-борец» Мильтон первым из английских драматургов сделал то, чего никто до него на тот момент не делал: взял за образец греческую драму, а не древнеримскую, «сенековскую», которая была исходной формой для его предшественников — Шекспира и его современников. В отличие от шекспировских драм, «Самсон-борец» — менее сложное по построению драматическое произведение и является образцом лирической драмы. В XIX веке этот подход отразился в драматических поэмах английских романтиков, а именно в «Освобождённом Прометее» Шелли и в «Каине» Байрона.
В «Самсоне-борце» присутствуют личные мотивы. Во-первых, в образе Далилы отразились переживания Мильтона относительно его первой жены, роялистки. Во-вторых, в образе слепого Самсона выведен сам Мильтон — ослепший под конец жизни и оставленный торжествующими врагами в живых из милости.

## Переводы на русский язык
Несмотря на то, что первые переводы произведений Мильтона на русский язык были выполнены и опубликованы ещё в 1740-х годах и пользовались большим успехом, поэма «Самсон-борец» долгое время, на протяжении XVIII—XIX веков оставалась не переведённой. Первый русский перевод поэмы впервые был опубликован лишь в 1911 году. Выполнил его Н. А. Брянский. Этот перевод был переиздан в 2014 году издательством «Эксмо». В 1976 году в серии «Библиотека всемирной литературы» был опубликован перевод Юрия Корнеева.
- Мильтон Дж. Потерянный рай. Стихотворения. Самсон-борец. — М.: Художественная литература, 1976. — 575 с. — (Библиотека всемирной литературы). — 303 000 экз.
- Мильтон Дж. Потерянный рай: Поэмы. — М.: Эксмо, 2014. — 605 с. — 2000 экз. — ISBN 978-5-699-31473-7.

### Комментарии
1. ↑  Представлен фрагмент текста с целью ознакомления. Текст защищён законами об авторском праве и не может быть опубликован целиком.

### Критические издания текста
- The Complete Poetical Works of John Milton / Ed. Douglas Bush. — Boston: Houghton Mifflin Company, 1965.
- Milton, John. The Complete Poetry and Essential Prose of John Milton / Ed. William Kerrigan, John Rumrich, and Stephen Fallon. — New York: The Modern Library, 2007.

### Статьи и монографии
- Achinstein, Sharon. Samson Agonistes // A Companion to Milton / Ed. Thomas Corns. — Oxford: Blackwell Publishing, 2003.
- Di Salvo, Jackie. Intestine Thorn: Samson's Struggle with the Woman Within // Milton and the Idea of Woman / Ed. Julia Walker. Urbana. — Urbana: University of Illinois Press, 1988.
- Guibbory, Achsah. Milton and English Poetry // A Companion to Milton / Ed. Thomas Corns. — Oxford: Blackwell Publishing, 2003.
- Guillory, John. Dalila's House: Samson Agonistes' and the Sexual Division of Labor // Rewriting the Renaissance: The Discourses of Sexual Difference in Early Modern Europe / Ed. Margaret Ferguson, Maurren Quilligan, and Nancy Vickers. — Chicago: University of Chicago Press, 1986.
- Lieb, Michael. Milton and the Culture of Violence. — London: Cornell University Press, 1994.
- Lewalski, Barbara. Genre // A Companion to Milton / Ed. Thomas Corns. — Oxford: Blackwell Publishing, 2003.
- Loewenstein, David. Samson Agonistes and the Culture of Religious Terror // Milton in the Age of Fish / Ed. Michael Lieb and Albert C. Labriola. — Pittsburgh: Duquesne University Press, 2006.
- Radzinowicz, Mary Ann. Toward Samson Agonistes: the Growth of Milton's Mind. — Princeton: Princeton University Press, 1978.
- Sauer, Elizabeth. The Politics of Performance in the Inner Theater: Samson Agonistes as Closet Drama // Milton and Heresy / Ed. Stephen B. Dobranski & John Rumrich. — Cambridge: Cambridge University Press, 1998.
- Shawcross, John. John Milton: The Self and the World. — Lexington: University Press of Kentucky, 1993.
- Teskey, Gordon. Delirious Milton: The Fate of the Poet in Modernity. — London: Harvard University Press, 2006.
- Аникст А. А. Джон Мильтон // Джон Мильтон. Потерянный рай. Стихотворения. Самсон-борец. — М. : Художественная литература, 1976. — С. 5—24. — 575 с. — (Библиотека всемирной литературы).
- Самарин Р. М. Творчество Джона Мильтона. — М.: Изд-во МГУ, 1964. — 485 с.
- Горбунов А. Н. Три великих поэта Англии: Донн, Милтон, Вордсворт. — М.: Изд-во МГУ, 2012. — 320 с. — 500 экз. — ISBN 978-5-211-06168-2.